# История Российского государства (серия книг)
«История Российского государства» — литературный проект Бориса Акунина, который включает в себя исторические и художественные тексты. Основная серия проекта по состоянию на 2024 год состоит из 10 томов.
Одна из заявленных целей публикации Борис Акунина — сделать пересказ истории России объективным и свободным от какой-либо идеологической системы при сохранении достоверности фактов. Для этого, по его словам, он внимательно сравнивал исторические данные различных источников. Из массы сведений, имён, чисел, дат и суждений он пытался выбрать всё несомненное или, по меньшей мере, наиболее правдоподобное. Малозначительная и недостоверная информация отсекалась.
Серия книг создавалась для тех, кто хотел бы знать историю России лучше. Автор подчёркивает, что профессиональные историки ничего нового из этой работы не извлекут. Рецензентами «Истории Российского государства» стали доктора исторических наук из ИРИ РАН К. А. Аверьянов и Л. Е. Морозова.
Борис Акунин адресует свою историю отечества широкой читательской аудитории: людям, которым интересно узнать (или вместе с автором увлеченно вычислить), как было на самом деле, и попытаться понять, что в нашем тысячелетнем государстве так и что не так (и почему).

Я пишу для людей, плохо знающих Российскую историю и желающих в ней разобраться. Я не выстраиваю никакой концепции. Это история не страны, а именно государства.
— Борис Акунин в интервью Новой Газете
Первый том книги поступил в продажу 16 ноября 2013 года. Он выпущен одновременно в нескольких вариантах: традиционное бумажное издание с примерно двумястами цветными иллюстрациями, включая карты; электронная версия с теми же иллюстрациями; аудиокнига, начитанная Александром Клюквиным; и бюджетный вариант цифровой книги без иллюстраций. В вышедшем томе рассматривается период с древнейших времён до монгольского нашествия.
Ориентиром уровня изложения отечественной истории Б. Акунин для себя ставит труд Николая Карамзина «История государства Российского».
Выход восьмого тома из серии «История Российского государства» писателя Бориса Акунина, посвящённого событиям второй половины XIX века, задержался из-за пандемии коронавируса. Изначально выход книги был запланирован на конец 2020 года, но был перенесен на весну 2021 года.
Основная часть проекта «История Российского государства» Бориса Акунина считалась завершенной в 2022 году после выхода девятого тома, посвящённого времени правления Николая II. В интервью Юрию Дудю, вышедшему 4 марта 2022 года, отдельно отметил, что «не готов написать том, посвященный истории России XX века», выразив опасения в своей возможной предвзятости в оценке сталинского периода. Однако 18 сентября 2023 года в своем телеграм-канале и на сайте «Библиотека Бориса Акунина» Борис Акунин объявил о завершении работы над десятым томом, который получит название «Разрушение и воскрешение империи. Ленинско-сталинская эпоха (1917—1953)».
Также Акунин заявил о желании создать «Краткую историю российского государства», а также развить новую серию под названием «История России в судьбах».

## Книги серии

### Основная серия
| Год издания | Название                                                                       | Описание | Примечания |
| ----------- | ------------------------------------------------------------------------------ | --- | ---------- |
| 2013        | Том I. От истоков до монгольского нашествия. Часть Европы                      | В первом томе рассматривается период с древнейших времён до монгольского нашествия. Книга делает попытку ответить на следующие вопросы: - Как, когда и почему возникло первое русское государство? - Какие события и факторы стали для него определяющими? - Является ли нынешнее российское государство прямым потомком первого русского? | [ 8 ]      |
| 2014        | Том II. Ордынский период. Часть Азии                                           | Том охватывает период с Монгольского вторжения на Русь (1237), и заканчивается периодом правления Василия II Тёмного (1462). Если первый том рассказывал о европейской составляющей Российского государства, то события второго тома посвящены азиатской составляющей. В томе описываются события на русских землях через призму событий в Монголии и Золотой Орде. Подробно рассказывается о государстве Чингис-хана: его становлении, экспансии и разделении. В томе рассказывается о ярких личностях той эпохи — Александре Невском, Иване Калите, Дмитрии Донском — Владимировско-Московской линии Рюриковичей; их взаимодействие с Золотой Ордой. | [ 9 ]      |
| 2015        | Том ІІІ. От Ивана III до Бориса Годунова. Между Азией и Европой                | Третий том — «история формирования российского самодержавного государства, рассказ о времени правления Ивана III, Василия III, Ивана Грозного и Бориса Годунова». Книга поступила в продажу 1 декабря 2015 года. | [ 12 ]     |
| 2016        | Том IV. Семнадцатый век. Между Европой и Азией                                 | «Семнадцатый век представляется каким-то потерянным временем, когда страна топталась на месте, но в истории Российского государства этот отрезок занимает совершенно особое место, где спрессованы и „минуты роковые“, и целые десятилетия неспешного развития. Наиболее тугим узлом этой эпохи является Смута. Это поистине страшное и захватывающее зрелище — сопоставимый по масштабу кризис в России повторится лишь триста лет спустя, в начале XX века. Там же, в семнадцатом веке, нужно искать корни некоторых острых проблем, которые остаются нерешенными и поныне. Книга „Между Европой и Азией“ посвящена истории Московского царства — третьего по счету российского государства, возникшего в результате Смуты и просуществовавшего меньше столетия — вплоть до новой модификации». Книга вышла 25 ноября 2016 года. | [ 15 ]     |
| 2017        | Том V. Азиатская европеизация. Царь Петр Алексеевич                            | «Есть лишь четыре крупных исторических деятеля, отношение к которым окрашено сильными эмоциями: Иван Грозный, Ленин, Сталин — и Петр I. Доблести Петра восхвалялись и при монархии, и в СССР, и в постсоветской России. „Государственникам“ этот правитель импонирует как создатель мощной военной державы, „либералам“ — как западник, повернувший страну лицом к Европе». Книга вышла 15 ноября 2017 года. | [ 16 ]     |
| 2018        | Том VI. Эпоха цариц                                                            | «„Эпоха цариц“, то есть события русского 18 столетия, — поразительно интересный период отечественной истории, когда Россия превратилась в евразийскую империю, расширяющуюся на запад, юг и восток. Это время преподает нам несколько важных уроков: об ограниченности неограниченной власти, о необходимости и рискованности реформ, о том, как можно и как нельзя править Россией. Книга рассказывает, как завязывались „вечные“ российские узлы: национальный вопрос, внутриобщественное противостояние, жажда свободы и страх перед порождаемым им хаосом». Книга вышла 15 ноября 2018 года. | [ 17 ]     |
| 2019        | Том VII. Первая сверхдержава                                                   | «Эта книга посвящена событиям первой половины XIX века, эпохе правления сыновей императора Павла — Александра, кумира отечественных либералов, и Николая, кумира отечественных государственников. Два эти политических режима, очень разные по идеологии и стилю, задали России новый ритм дыхания, продолжающийся и поныне». Книга вышла 7 декабря 2019 года. | [ 18 ]     |
| 2021        | Том VIII. Лекарство для империи. Царь-освободитель и царь-миротворец           | «Восьмой том проекта „История Российского государства“ можно было бы назвать „Зигзаги“, потому что политика описываемого периода (1855—1894) делает крутые виражи. До краха империи и гражданской войны ещё далеко, но в русском небе уже посверкивают зарницы будущей грозы и льется первая кровь. Эпоха Александра II и Александра III даёт ответ на вопрос: почему всё вышло так, как вышло». | [ 19 ]     |
| 2022        | Том IX. После тяжелой продолжительной болезни. Время Николая II                | «Этой эпохе посвящено больше литературы, чем всей остальной отечественной истории вместе взятой. Целые академические институты занимались „историей революции“ — в сущности, очень коротким периодом. Пожалуй, можно сказать, что предыдущие тома „Истории российского государства“ являлись подготовкой к этому». | [ 20 ]     |
| 2024        | Том X. Разрушение и воскрешение империи. Ленинско-сталинская эпоха (1917—1953) | «Очередная книга серии „История Российского государства“ описывает драматический период с Февральской революции до смерти Иосифа Сталина. В центре повествования — эволюция государственной системы и перемены в общественной жизни страны». | [ 21 ]     |

### Серия «История Российского государства в повестях и романах»
Беллетристическое приложения к «Истории Российского государства». Цикл состоит из повестей и романов, которые рассказывают о частной жизни простых людей, живших в самые неоднозначные для Российского государства времена. «Главная новизна проекта заключается в „стереоэффекте“: совмещении документального рассказа об истории страны с беллетристическим. В „историческом“ томе — только сухие факты; в „художественном“ — фантазирование вокруг этих фактов». Главные герои серии — семьи, живущие в России с момента её основания и ведущего свой род от византийского лазутчика оказавшегося в России во времена начала правления Рюрика. У каждого героя серии есть непременное отличие — ярко выраженное родимое пятно на лбу.
| Год издания | Основной том серии                                                             | Художественные произведения              | Сюжет |
| ----------- | ------------------------------------------------------------------------------ | ---------------------------------------- | --- |
| 2014        | Том I. От истоков до монгольского нашествия. Часть Европы                      | Огненный перст                           | Шпионский роман. Конец IX века. Византийский лазутчик Дамианос, носящий отметину в виде родимого пятна в центре лба, направлен в славянские земли для выполнения специального задания: войти в доверие к набирающему силу князю Кыю и выманить его, соблазнив перспективой успешного захвата и ограбления ближайшего византийского форпоста Херсонеса. Однако на месте Дамианос понимает, что хитрый и умный Кый в отличие от своих недальновидных и воинственных соперников, полагается на торговлю, а не на войну, поэтому не представляет угрозы интересам Византии. Однако самого Кыя отчаянно беспокоят пришедшие в верховья Днепра вэринги. Без санкции Константинополя Дамианос решает изменить своё задание и отправляется в стан князя Рорика. Миссию осложняет присутствие чернокожей шпионки Гелы и встреча с Белой Девой, ранее являвшейся Дамианосу лишь во сне. |
| 2014        | Том I. От истоков до монгольского нашествия. Часть Европы                      | Плевок дьявола                           | Середина XI века. Киевская Русь возвысилась, Ярослав Мудрый правит богатейшей державой, завязывая политические и родственные связи с европейскими монархами. Из дряхлеющей Византии с посольством прибывает епископ Агафодор с целью организовать брак императрицы Зои с овдовевшим киевским князем. Однако Агафодор, проникнувшись восхищением от процветающей Руси решает пойти на сговор с сыном Ярослава и организовать другой брак, молодой византийской царевны с Всеволодом Ярославичем, в обмен на место киевского митрополита. Однако чванливого и недальновидного Агафодора обводят вокруг пальца. Параллельно развивается история карлицы по кличке Кикимора (потомок лазутчика-византийца из романа «Огненный перст»), носящей на себе отметку рода Дамианоса — родимое пятно в центре лба, на спор покрытой Святославом Ярославичем. Привыкшая к унижениям и насмешкам, озлобившаяся карлица втайне вынашивает и рожает здорового мальчика, которого хочет, но не может задушить. Ценой убийства случайной свидетельницы родов, Кикимора сохраняет свой секрет, однако проницательный управляющий скопец Кут раскрывает тайну. По иронии судьбы в этот же день законная жена княжича Святослава рожает мертвого урода. Кут приходит на помощь павшему духом господину, представляя ему здорового и крепкого подменыша, от несчастной матери которого он без промедления избавляется. |
| 2014        | Том I. От истоков до монгольского нашествия. Часть Европы                      | Князь Клюква                             | Начало XIII века. Русь ослаблена раздробленностью, последствия которой сполна хлебает молодой князь Ингварь Свиристельский (потомок князя Святослава и карлицы Кикиморы из повести «Плевок дьявола»). Третий сын своего отца, не склонный к ратному делу, погруженный в книги, невидный, да ещё и «украшенный» красноватой родинкой посреди лба (за что получил обидное прозвище князь-Клюква) Ингварь стал правителем Свиристеля в результате скоропостижной смерти отца и брата-наследника (ещё один старший брат, Борис, при жизни отца поссорился с ним и ушел искать счастья в Европе как странствующий рыцарь). Однако неожиданно свалившаяся и казалось бы неподъёмная ответственность за одно из самых бедных и приближенных к Степи княжеств оказалась Ингварю по силам. Опираясь на здравый смысл, следуя строжайшей экономии и соблюдая христианский закон, при активной помощи воеводы Добрыни Путятича всего за несколько лет молодой правитель сумел существенно поправить хозяйство, отвадить кочевников и даже организовать первую перепись населения. А любовь к книгам и возвышенность души даже при невзрачной внешности помогли покорить сердце красавицы Ирины, дочери богатого соседа, Черниговского князя. Неожиданно из Степи приходит известие от брата Бориса. Искатель приключений, успевший побывать в крестовом походе, оказался захвачен половцами с целью получения выкупа. Несмотря на несогласие Добрыни, ожидающего от появления буйного княжича лишь проблем) Ингварь за огромные, составляющие почти всю казну Свиристеля деньги выкупает брата. Проблемы начинаются тут же — выясняется, что большой размер выкупа был оговорён пленником с ханом Тынгызом для того, чтобы Тынгыз отпустил не только Бориса, но и отдал ему дорогого коня — экономия и скромность не свойственны брату. Борис тут же становится любимцем дружины и начинает оспаривать права и власть Ингваря, хотя делает это не из властолюбия, а из добродушного эгоизма. Княжеская власть ослабляется, хозяйство начинает трещать по швам. Затем Борис берется сосватать для Ингваря Ирину Черниговскую, но в результате сам становится её женихом. Ингварь готов пасть духом, наблюдая как выкупленный им же брат разрушает всё, что ему дорого. Однако предаваться унынью не даёт последний шаг Бориса — он ссорится с половцами, что приводит к неизбежной войне со Степью, в которой у Свиристеля нет шансов. Ингварь и Добрыня ценой хитрости, дипломатических уловок, организуют ополчение и одерживают победу в битве, стоившей Добрыне жизни. Слава победителя опять достаётся Борису. Ингварь готовится уйти в монахи, но неожиданно сам Борис приходит к брату с признанием: он не хочет быть князем «в свиристельском болоте», жениться на Ирине («красных девок много»), ему больше нравится вольная жизнь авантюриста. Ингварь отдаёт брату оставшиеся деньги и отпускает с ним всех желающих уйти дружинников. Так Ингварю возвращается его княжество и — что также неожиданно — любовь Ирины, искренне раскаявшейся в своей ветрености. Впереди у князя-Клюквы много работы. |
| 2014        | Том II. Ордынский период. Часть Азии                                           | Звездуха                                 | Середина XIII века. Начало Монгольского нашествия на Русь. Свиристель, ставший под управлением Ингваря, богатым княжеством, одним из первых попадает под удар. Князь и его жена, княгиня Ирина, гибнут при штурме города. Но уцелели дети — дочь, княжна Филомена (по-домашнему, Фила) и сын, княжич Солоний. Фила упрашивает сотника Манула, убийцу родителей, пощадить брата, обещая быть рабой завоевателя, а затем помогает Солоше бежать. Манул, возвысившийся с самых низов воин, выделяющийся не столько силой, сколько ловкостью, не столько бесшабашной смелостью, сколько волей, и не столько знаниями, сколько природным умом, становится наместником в бывшем Свиристельском княжестве, население которого он справедливым, но также и твёрдым правлением приводит к покорности завоевателям. Сожительство с дочерью погибшего князя, рождение потомства от этого союза, кажутся естественным шагом по укреплению ханской власти. Однако Манул медлит и не хочет брать бывшую княжну силой. Его останавливает мысль о том, что в лице Филомены, как и отец отмеченной родимым пятном посреди лба, к нему вернулась душа любимой кобылицы, Звездухи, погибшей в день взятия Свиристеля. Манул постепенно добивается сначала доверия Филы, а затем и её любви. Вскоре у них рождается дочь. Фила принимает новое, монгольское имя, старается стать хорошей монгольской женой — ради теперь уже любимого мужа и ради дочери. Тем временем Солоний несколько лет скитается, одержимый надеждой отомстить монголу, лишившему свиристельского княжича всего, что ему было дорого: семьи, наследства и даже Родины. Постепенно из своенравного неловкого юнца вырастает жестокий и расчётливый воин. Наконец, Солоний находит возможность вернуться в Свиристель, недалеко от которого он к своей радости натыкается на Манула и Филу с ребёнком, одних. Не задумываясь, Солоний убивает Манула. Но спасённая им сестра первая нападает на него: за прошедшие годы чужой стал ей ближе родного брата. Солоний вынужден убить и Филу. Забрав с собой единственного родного человека, крошечную племянницу, Солоний уходит в неизвестность. |
| 2014        | Том II. Ордынский период. Часть Азии                                           | Бох и Шельма                             | Конец XIV века. Плутовской роман. Очередной потомок рода Дамианоса — ловкач «перекати-поле», не знающий ничего о том, кем были его предки, но уверен, что не только без русской, но и без татарской крови не обошлось. Монгольское иго ослабело, Золотая Орда оказалась подвержена всем болезням крупной державы. Русские князья, наблюдая за династическим кризисом Чингизидов, их усобицами, жаждут скинуть иго. Пока ситуация медленно накаляется, в мутной воде хочется половить рыбку и безродному Ничейке, который, следуя однажды привидевшейся ему лестнице Иакова, решил взять новое имя — Яшка. Прозвище «Шельма» Яшка получает от богатейшего и хитромудрейшего купца Боха, на службу к которому он угодил. Жизненный путь Яшки извилист. Служба Боху в ганзейском городе Любек оканчивается довольно скоро: расторопный и смекалистый Яшка быстро завоевал доверие своего хозяина, но также быстро его и утратил, попытавшись его обокрасть, но не рассчитав, что Бох умнее и хитрее. Из Любека Яшка едет в Новгород, строя планы рисковых предприятий. Но затем его снова разыскивает и нанимает на службу Бох, направляющийся через Новгород в столицу Золотой Орды Сарай: помимо коммерции купец участвует и в политических играх. Постоянно пытаясь найти ещё больше выгоды даже там, где и так всё хорошо, Яшка снова попадает в невозможные и неразрешимые ситуации, из которых всё-таки умудряется выпутываться благодаря живому уму и смелости. В итоге своих приключений Яшка неожиданно решает исход Куликовской битвы, обретает статус героя, наконец-то становится богачом, женится на красавице-княжне и поселяется в Новгороде уважаемым человеком, беря фамилию по данному купцом Бохом прозвищу — Шельмов. |
| 2016        | Том ІІІ. От Ивана III до Бориса Годунова. Между Азией и Европой                | Вдовий плат                              | Конец XV века. Политический роман. Великий князь Московский Иван III занимается собиранием земель под властью Москвы. Господин Великий Новгород, богатейший город-республика, оплот торгового капитала — становится главным врагом московского государя. Стремясь ослабить своего соперника, Иван Васильевич входит в сношения с Настасьей Каменной, одной из трех «великих женок», «посадниц», фактически сосредоточивших в своих руках все финансовые и политические сил Новгорода. Две другие «великие женки» — Ефимия Шелковая и Марфа Железная (Марфа Борецкая, известная как Марфа Посадница) хоть и не знают о свершившемся союзе, но поскольку ни одна из участниц триумвирата никогда не доверяла другим, держат ухо востро. Настасья, урождённая Шельмова (внучка Якова, носительница родового знака на лбу) соглашается на предложения Ивана из своих соображений, и вступает в опасную и тонкую игру, цель которой — избавиться от соперниц, не вызвав при этом подозрений у них. В итоге Настасья организует выборы новгородского посадника (избирательный процесс в конце XV века в Новгороде описывается автором таким образом, что можно провести практически полные аналогии с современными выборами: с дебатами, подставными кандидатами-спойлерами, поиском компромата, нечистоплотным подсчётом голосов и внутренними договоренностями). Параллельно с разрешением деловых задач, Настасья пытается решить задачи личные: её единственный сын родился «дурачком» (в чём мать винит себя, так как слишком убивалась, оплакивая погибшего незадолго до рождения ребёнка мужа), но Настасья не теряет надежды продолжить свой род. Она находит своему сыну хорошую жену, оказавшуюся не менее сильной личностью, чем она сама. В решающий момент Настасье придётся делать выбор между деловым и личным, и её выбор окажется роковым: как во взаимоотношениях с Ефимией и Марфой, так и в союзе с Великим князем Иваном. |
| 2016        | Том ІІІ. От Ивана III до Бориса Годунова. Между Азией и Европой                | Знак Каина                               | Описывается один день из жизни Ивана IV Грозного в Александровской слободе, откуда царь правил своей застывшей от ужаса державой. В этот день пред самодержцем предстает Ирина из рода Григорьевых, потомок Дамианоса, осуждённая на смертную казнь за убийство отца. |
| 2017        | Том IV. Семнадцатый век. Между Европой и Азией                                 | Седмица Трехглазого                      | История жизни Маркела Трехглазова (внука Ирины из «Знака Каина») в семи десятилетиях. Одаренный сыщик, сделавший головокружительную карьеру от нищего ярыжки до главы московской стражи. Он расследует злодеяние за злодеянием, а перед глазами читателя между тем проходит не только череда невероятных приключений «старомосковского Шерлока Холмса», но и весь семнадцатый век, с его войнами, лихими разбойниками и знаменитыми бунтами. |
| 2017        | Том IV. Семнадцатый век. Между Европой и Азией                                 | Убить змеёныша                           | Пьеса о заговоре царевны Софьи и Стрелецком бунте. Две возможные концовки с участием сына Маркела Трехглазова, Аникея. |
| 2018        | Том V. Азиатская европеизация. Царь Петр Алексеевич                            | Ореховый Будда                           | Роман «Ореховый Будда» Бориса Акунина описывает противоречивую, бурную эпоху царя Петра Первого, которой посвящен пятый том проекта «История Российского государства» — «Царь Пётр Алексеевич». Одна из главных героинь романа — правнучка Маркела Трехглазова Катерина. Действие романа простирается далеко за пределы России. Разделенные географически, живущие по своим законам, традициям и даже разным календарям, разные жители России, Голландии, Японии оказываются связаны древней реликвией, совершающей мистическое путешествие через века и пространства. |
| 2019        | Том VI. Эпоха цариц. Евразийская империя                                       | Доброключения и рассуждения Луция Катина | Луций Катин — сын героев романа «Ореховый Будда». Начинается эта история в период правления Елизаветы Петровны, а заканчивается при Екатерине. Главный герой не чужд идеям переустройства общества. Луций покидает Россию и отправляется в Европу. Там он спасает жизнь правителю небольшого княжества, и молодые люди становятся друзьями. На небольшой территории они проводят реформы и создают государство на основах гуманизма. Здесь все счастливы, нет бедных и униженных. Императрица Екатерина узнав о таком чуде, предлагает Луцию вернуться в Россию и попробовать создать нечто подобное. |
| 2020        | Том VII. Первая сверхдержава                                                   | Мiр и Война                              | Накануне войны 1812 года в деревне Вымиралово Московской области происходят страшные события: в окрестностях богатого помещичьего хозяйства обнаружены трупы молодых крестьянок с переломанными костями. Пожилая помещица Полина Афанасьевна Катина, уже знакомая читателю по роману «Доброключения и рассуждения Луция Катина», пытается своими силами обнаружить изверга-душегуба, однако её расследование прерывает начавшаяся война с Наполеоном. Полине Афанасьевне и её внучке Сашеньке — образованной и современной барышне — приходится решать куда более насущные проблемы: собирать овёс, заготавливать лес, запасаться пропитанием и всеми силами бороться за выживание родного поместья. |
| 2021        | Том VIII. Лекарство для империи. Царь-освободитель и царь-миротворец           | Дорога в Китеж                           | 8-я часть серии «История Российского государства» рассказывает о событиях второй половины XIX века. Главные герои — граф Воронцов, чиновник Воронин и журналист Питовранов. Имеется отсылка к «Трём мушкетёрам». Но «мушкетёры» в книге Акунина переосмыслены на российский лад. Они много рассуждают о судьбе государства, обговаривают идеи Герцена, спорят о том, как должны проводиться реформы и чем капитализм лучше самодержавия. События романа начинаются с марта 1854 года, во времена Николая I. Однажды к Питовранову в редакцию приходит сибиряк Адриан Ларцев — автор проекта о железных дорогах. Позже выясняется, что Адриан — сын Александры и правнук Полины Афанасьевны из предыдущего романа, на лбу у него имеется «фамильный знак». Ларцев знакомится с остальными «мушкетёрами», и вот они уже вчетвером идут на приём к великому князю Константину Николаевичу, главе группировки либеральных бюрократов. Так к «трём мушкетерам» присоединяется «д’Артаньян». Дальше повествование переносит читателя на 20 лет вперед, в 1874 год, в эпоху Александра II. За это время теперь уже бывших друзей успело развести по разные стороны баррикад, поэтому они долгие годы не виделись. Но судьба снова сводит «мушкетёров» вместе. Впереди их ждут увлекательные приключения. Следующая часть романа происходит 6 лет спустя, в 1880 году. Заключительная часть — 9 месяцев спустя, весной 1881 года, в царствование Александра III. |
| 2022        | Том IX. После тяжелой продолжительной болезни. Время Николая II                | Он уходя спросил                         | 9-я часть серии «История Российского государства» повествует о событиях первой четверти XX в. Главные герои — частный детектив Мари Ларр (Мария Ларцева, дочь Адриана Ларцева из «Дороги в Китеж») и статский советник Василий Иванович Гусев. Также в романе участвует вице-директор Департамента полиции Константин Викторович Воронин (сын одного из «мушкетеров» предыдущей книги) — непосредственный начальник Гусева. Кроме вымышленных персоналий, в книге участвуют реальные исторические лица: Владимир Джунковский, Михаил Родзянко, Николай Львов, Григорий Распутин, Хиония Гусева. |
| 2024        | Том X. Разрушение и воскрешение империи. Ленинско-сталинская эпоха (1917—1953) | Москва-Синьцзин                          | 10-я часть серии «История Российского государства». Продолжение истории рода «меченых», которое происходит в 1938 году в двух городах: Москва и Синьцзин. Главные герои — частный детектив Мари Ларр (Мария Ларцева, дочь Адриана Ларцева из «Дороги в Китеж») и её сын Эдриан Ларр. Роман с расшифровкой. |

## Твит-история Российского государства
В 2023 году Акунин начал публикацию «Твит-истории Российского государства», про которую он писал:

Я уже десять лет работаю над «Историей российского государства». Написал три или четыре тысячи страниц и истосковался по лаконичности. Вдруг захотелось изложить весь этот громадный материал с максимальной краткостью. Только самую суть.
— Твит-история российского государства
В течение нескольких недель он публиковал короткие тексты в твиттере, каждый не более 280 знаков, чтобы уложить все написанные и ещё не написанные тома в 20 твитов.

## Библиотека проекта
Библиотека проекта «История Российского Государства» — рекомендованные Борисом Акуниным, по его мнению, «лучшие памятники мировой литературы», в которых отражена «биография нашей страны, от самых её истоков».
| Основной том серии                                                           | Дополнения |
| ---------------------------------------------------------------------------- | --- |
| Том I. От истоков до монгольского нашествия. Часть Европы                    | Документальные - Первоисточники - Лица эпохи - Голоса времени - Лучшие историки (Сергей Соловьев, Василий Ключевский) - Лучшие историки XX века (Сергей Платонов, Георгий Вернадский) - Игорь Можейко «1185 год: Истоки. Мир Ислама. Между двух миров» Художественные - Валентин Иванов «Русь изначальная» - Валентин Иванов «Русь великая» - Вера Панова «Сказание об Ольге. Сказание о Феодосии. Феодорец Белый Клобучок. Кто умирает» - Павел Загребельный «Евпраксия» - Павел Загребельный «Ярослав Мудрый» - Антонин Ладинский «Голубь над Понтом» - Борис Васильев «Вещий Олег» - Борис Васильев «Ольга, королева русов» - Борис Васильев «Князь Святослав» - Борис Васильев «Владимир Красное Солнышко» |
| Том II. Ордынский период. Часть Азии                                         | Документальные - Первоисточники - Лица эпохи - Голоса времени - Лучшие историки (Сергей Соловьев, Василий Ключевский, Сергей Платонов) - Игорь Можейко «1185: Русь. Запад. Запад против Востока» Художественные - Исай Калашников «Жестокий век» - Василий Ян «Чингисхан» - Василий Ян «Батый» - Валерий Язвицкий «Княжич. Соправитель. Великий князь московский» - Валерий Язвицкий «Вольное царство. Государь всея Руси» - Алексей Югов «Ратоборцы» - Дмитрий Балашов «Куликово поле» - Дмитрий Балашов «Степной закат» |
| Том III. От Ивана III до Бориса Годунова. Между Азией и Европой              | Документальные - Самодержцы московские. Иван III. Василий III - Первые русские цари: Иван Грозный. Борис Годунов - Казимир Валишевский «Иван Грозный» Художественные - Лев Жданов «Царь Иоанн Грозный» - Алексей Толстой «Драматическая трилогия» - Алексей Толстой «Князь Серебряный» |
| Том IV. Семнадцатый век. Между Европой и Азией                               | Документальные - Русь в «Бунташный век» (Николай Карамзин, Сергей Соловьев, Василий Ключевский) - Казимир Валишевский «Смутное время» - Казимир Валишевский «Образование Государства» - Казимир Валишевский «Восстановление нации» Художественные - Алексей Чапыгин «Гулящие люди» |
| Том V. Царь Петр Алексеевич. Азиатская европеизация.                         | Документальные - Сергей Соловьев, Сергей Платонов «Император Всероссийский» - Василий Ключевский «Великий реформатор» Художественные - Всеволод Соловьев «Царь-девица» - Анатолий Брусникин (Борис Акунин) «Девятный Спас» - Алексей Толстой «Пётр Первый» |
| Том VI. Эпоха цариц. Евразийская империя                                     | Документальные - Казимир Валишевский «Елизавета Петровна. Дочь Петра Великого» - Саймон Себаг-Монтефиори «Екатерина Великая и Потемкин: имперская история любви» - Казимир Валишевский «Павел I» Художественные - Лев Жданов «Последний фаворит» - Екатерина II Великая «Мемуары» |
| Том VII. Первая сверхдержава. Александр Благословенный и Николай Незабвенный | Документальные - Дмитрий Мережковский «Наполеон» - Александр Чудинов «Принц и Цареубийца. История Павла Строганова и Жильбера Ромма» Художественные - Лев Толстой «Хаджи-Мурат» - София Шуазёль-Гуфье «Исторические мемуары об Императоре Александре I» - Адам Чарторыжский «Мемуары» - Ермолов А. П. «Записки русского генерала 1812 г.» - Якушкин И. Д. «Записки декабриста» - Анатолий Брусникин (Борис Акунин) «Герой иного времени» - Анатолий Брусникин (Борис Акунин) «Беллона» - Юрий Тынянов «Кюхля» - Юрий Тынянов «Смерть Вазир-Мухтара» |
| Том VIII. Лекарство для империи. Царь-освободитель и царь-миротворец         | Художественные - Всеволод Гаршин «Четыре дня» - Борис Глинский «Царские дети и их наставники» - Тютчева А. Ф. «При дворе двух императоров» - Герасимов А. «На лезвии с террористами» - Степняк-Кравчинский С. «Андрей Кожухов» |
| Том IX. После тяжёлой продолжительной болезни. Время Николая II              | Художественные - Борис Савинков «Воспоминания террориста» - Александр Спиридович «Записки жандарма» |

## Планы на будущее
Акунин выразил мысль о продолжении проекта. Он планирует написать «Краткую историю российского государства», где в одном томе изложит тот же материал, но более стройно, лапидарно и пропорционально. Также у него появилась идея новой серии книг под названием «История России в судьбах», которая будет представлять собой биографическую летопись, составленную из портретов-эссе.

## Отзывы и презентации
Сведения о первом томе книги появились в начале 2013 года после соответствующего сообщения в блоге Б. Акунина.
Презентация и обсуждение Первого тома состоялась в сентябре 2013 года на 26-й Московской международной книжкой выставке-ярмарке на ВВЦ, а также в московских магазинах — МДК «Арбат» (18 ноября), «Буква» на Зубовском бульваре (22 ноября), «Молодая Гвардия» (24 ноября), «Новый книжный» на Сухаревской (29 ноября) и «Библио-Глобус» (30 ноября).

### Критика историками
- Ю. А. Петров, доктор исторических наук, директор Института российской истории РАН, воспринял заявление Акунина об уподоблении Карамзину в качестве шутки. По его мнению, при современном развитии науки «один человек не может написать такую работу, как „История государства Российского“ Николая Карамзина или „История России с древнейших времён“ Сергея Соловьёва. Современные знания ушли далеко от той эпохи, когда это было возможно. История усложнилась»[1].
- И. Н. Данилевский, доктор исторических наук, заведующий кафедрой истории идей и методологии исторической науки факультета истории Высшей школы экономики, отнёс «Историю Российского государства» к жанру фолк-хистори, отметив наличие в ней множества фактических ошибок, а также неверную, архаичную методологию, которую использует Акунин. По мнению Данилевского, это «весьма посредственное произведение, рассчитанное на людей, которые не имеют нормального гуманитарного образования»[30]. Отмечая достоинства Акунина как писателя и его право на субъективный взгляд на историю России, Данилевский, будучи консультантом второго тома серии, указывает на погрешности в фактическом материале и его интерпретации и не считает книгу научной или даже научно-популярной[31].
- По мнению шеф-редактора журнала «Отечественные записки» историка Н. П. Соколова, «История Российского государства»:

не связное повествование, а простое собрание выписок, сгруппированных «по персоналиям» первых киевских князей. Прежде всего — выписок из «Повести временных лет», которую автор отважно полагает единственным письменным источником <…>. Подробно выписанные баснословные предания из летописи далее сопровождаются комментариями, а по существу — выписками же из весьма немногих обзорных трудов историков первого ряда: Николая Карамзина, Василия Ключевского, Сергея Соловьёва и Георгия Вернадского. Почему в эту почтенную компанию затесался обильно цитируемый Александр Дмитриевич Нечволодов — генерал-лейтенант Главного штаба и составитель патриотических басен о России для кадетских корпусов, утверждавший, в частности, что «кентавры и амазонки были русские», а «Троей овладели предки донских казаков» — понять решительно невозможно. Существенно, однако, что все эти исторические своды писаны давно, задолго до того, как историки научились с большой пользой для своей науки использовать важнейшие для понимания древности археологические и лингвистические источники, и современного состояния науки никак не отражают.

- По словам историка Т. А. Мухаматулина, кандидата исторических наук, научного сотрудника Института российской истории РАН, в первую очередь у книги Акунина возникает проблема жанра. Для учебника она слишком масштабна, для популярного произведения — слишком насыщена фактами. Кроме того, автор не критично относится к летописям и древним источникам, так как переносит на них современную картину мира и современные цели. Вопрос о «европейском» и «азиатском» выборе приводит Акунина в некоторый тупик. Иногда прослеживается лёгкая небрежность изложения. Так, касоги в одном месте названы предками черкесов, а в другом — адыгейцев. Если говорить о книге в целом, то она стала концептуально вторичной по отношению к уже существующим текстам. Однако польза от этой работы несомненна: в ней как в зеркале отразились те глобальные проблемы отношения к истории в массовом сознании, которые нужно решать профессиональному сообществу — в том числе и обсуждая новый стандарт учебников[33].
- Историк К. А. Жуков выступая на научно-просветительском форуме «Учёные против мифов-3», организованном научно-просветительским порталом «Антропогенез.ру», оценил книгу как не имеющую никакой научной ценности и вводящую читателей в заблуждение. Кроме того он отметил, что в ней почти на каждой странице имеет место большое количество ошибок и пришёл к выводу, что больше пользы будет от прочтения «Истории государства Российского» Н. М. Карамзина, чем «забивать себе голову низкокачественной подделкой под историческую литературу».[34]

### Другая критика
Первая книга цикла («От истоков до монгольского нашествия») стала лауреатом антипремии «Абзац» («Почётная безграмота», 2014):

Обладателем «Почётной безграмоты» стал Борис Акунин с книгой «История российского государства. От истоков до монгольского нашествия». По словам организаторов, «концентрация ляпов, неточностей и домыслов здесь поражает воображение. Вот как автор, например, расшифровывает русскую душу: „в том, что мы такие нелегкие, очевидно, виноват все-таки Лес“». Отметили здесь и изобретательность автора: таинственный термин Акунина «русославяне»: «Притом, что ни русских, ни тем более России пока не существовало, — поэтому до поры до времени я буду пользоваться не очень складным термином „русославяне“».

Виктор Топоров, литературный критик, ответственный секретарь премии «Национальный бестселлер», считал, что проект Б. Акунина приведёт скорее к появлению нового Радзинского, а не Карамзина. В исторической науке существует великое множество концепций, изучению которых надо посвятить всю жизнь.
Литературный критик Майя Кучерская:

Вопрос, который преследует с первой и до предпоследней страницы начального тома книги Б. Акунина — зачем это написано? Читать скучно. Трудно пробиваться сквозь частокол фактов древнерусской истории, пересказанных стёртым языком учебника для педучилищ. Редко повествование оживляется шуткой или неподдельным авторским интересом. Кроме того, слишком поверхностно движется Борис Акунин по русской истории, пренебрегая имеющимися в науке версиями происходившего. Например, выводит прародителей славян из Дакийского царства, тогда как современные историки прародину славян давно связывают не с Дакией, а с бассейном рек Припять и Висла.

### Комментарии
1. ↑  Хотя первый том появился в продаже 16 ноября 2013 года[2], его выходные данные содержат в качестве года издания 2014 год[3].